# Deutsch-Bonnet
Pour les articles homonymes, voir Deutsch.
Deutsch-Bonnet (DB en acronyme) est une marque d'automobiles sportives créée en 1937 par Charles Deutsch et René Bonnet et disparue en 1962.

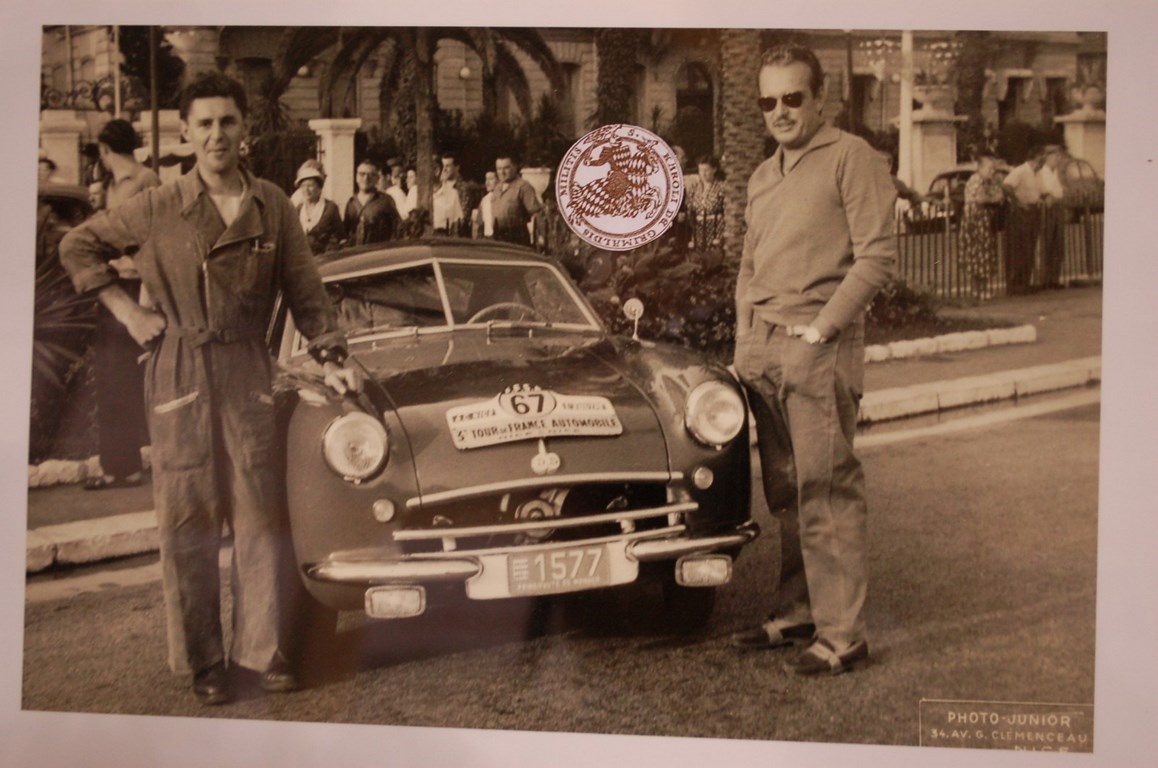
Le Prince Rainier avec son Coach D.B Frua à l’occasion du Tour de France Automobile de 1953

Les coupés D.B, en version course ou client, connurent une intense participation en rallye et sur les circuits internationaux : 24h du Mans, 12 Heures de Sebring,12 Heures de Reims, TdF Automobile (notamment avec le Prince Rainier de Monaco à son volant, qui a rendu célèbre la marque).

## Histoire
René Bonnet, immobilisé à la suite d'un accident, étudie la mécanique et aide sa sœur à diriger le garage familial situé à Champigny-sur-Marne. René Bonnet rencontre Charles Deutsch en septembre 1932 lors de la vente de l'atelier familial. Ce dernier, ingénieur des ponts et chaussées, possède des connaissances poussées en aérodynamique.
À côté des activités du garage, Deutsch et Bonnet vont construire des voitures de course profilées à mécanique Citroën. En 1938, ils disputent leur première course, les 12 Heures de Paris.

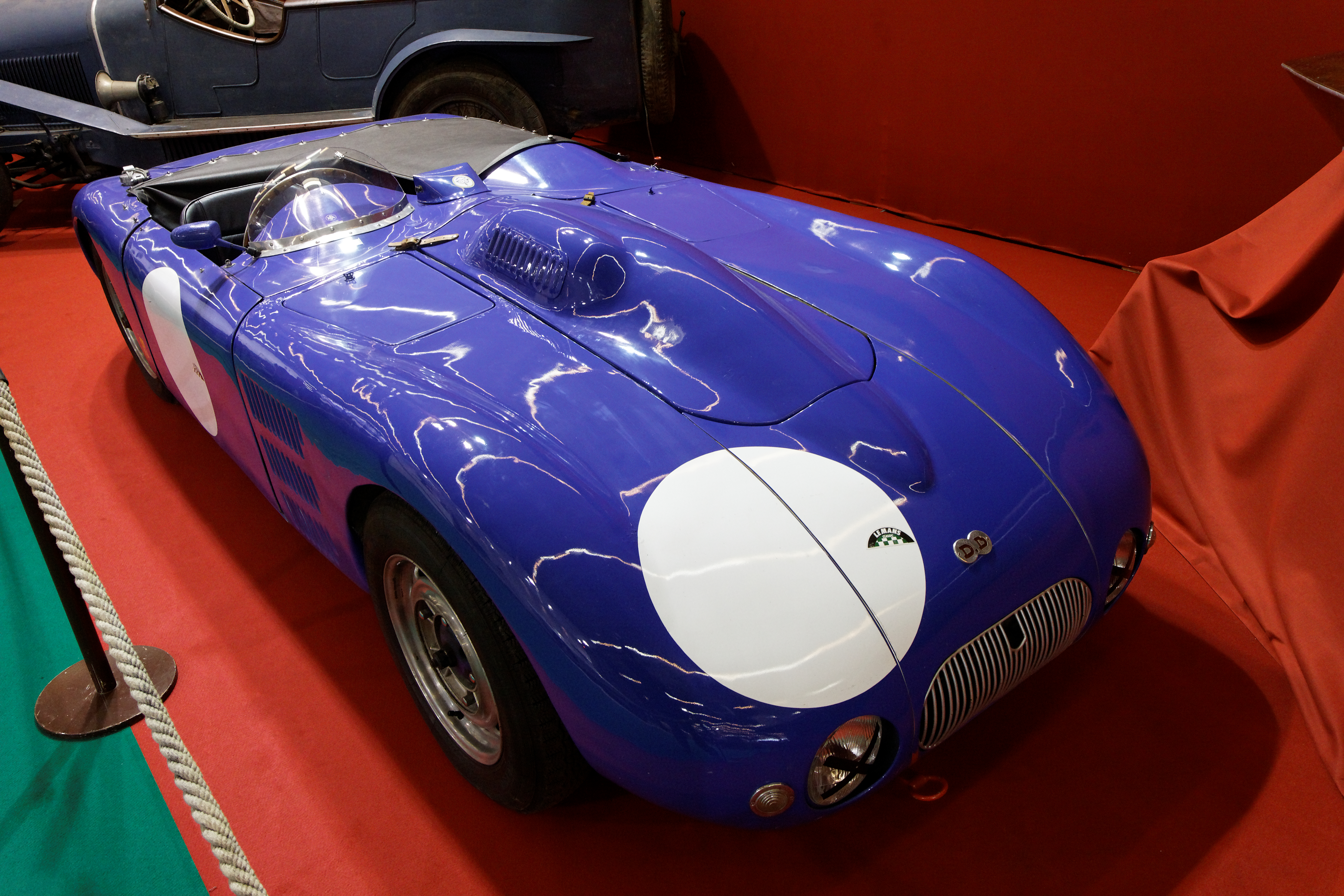
La DB-Citroën no 5 de 1945

Après la guerre, la compétition reprend avec des « tanks » (ainsi nommés à cause de leur carrosserie à ailes intégrées dites ponton). Un « tank » à moteur Citroën participe aux 24 Heures du Mans 1949 puis une barquette à mécanique Dyna 610 cm3 l'année suivante.
La marque DB apparaît en 1947.
Au Salon de Paris 1950, la première voiture de tourisme de la marque est un cabriolet deux places à mécanique Dyna 750. En mars 1952, le premier coach est présenté.
En 1953, une deuxième génération de « tanks » est fabriquée. Les « tanks », barquettes et coachs DB participent à de nombreuses compétitions sur les routes et les circuits. En 1954, Charles Deutsch crée une formule monotype pour faire courir la Monomill, formule reconduite en 1955 (permettant la découverte de coureurs tels Claude Storez ou Jo Schlesser, et dirigée la première année par Jean Lucas). Basée sur cette légère monoplace (350 kg), une Formule 1 est extrapolée, équipée d'un bicylindre de 747 cm3 suralimenté par un compresseur Mag. Deux exemplaires sont engagés au Grand Prix de Pau 1955, pour Storez et Paul Armagnac. Face à des concurrentes trois fois plus puissantes, elles sont surclassées et l'expérience ne sera pas renouvelée.
En 1959, DB devient l'écurie officielle de Panhard. 1961 marque la dernière participation aux 24 Heures du Mans.
À la fin de l'année, des divergences apparaissent entre Deutsch et Bonnet, le premier croit aux formes fuselées et à la traction avant tandis que le second se tourne vers le moteur central et Renault. En 1962, les deux hommes se séparent et la marque DB disparaît. Ensuite, Deutsch créera la Panhard CD et Bonnet la René Bonnet Djet devenue ensuite la Matra Djet.

## Victoires

### Victoires DB au Mans
Indice de performance:

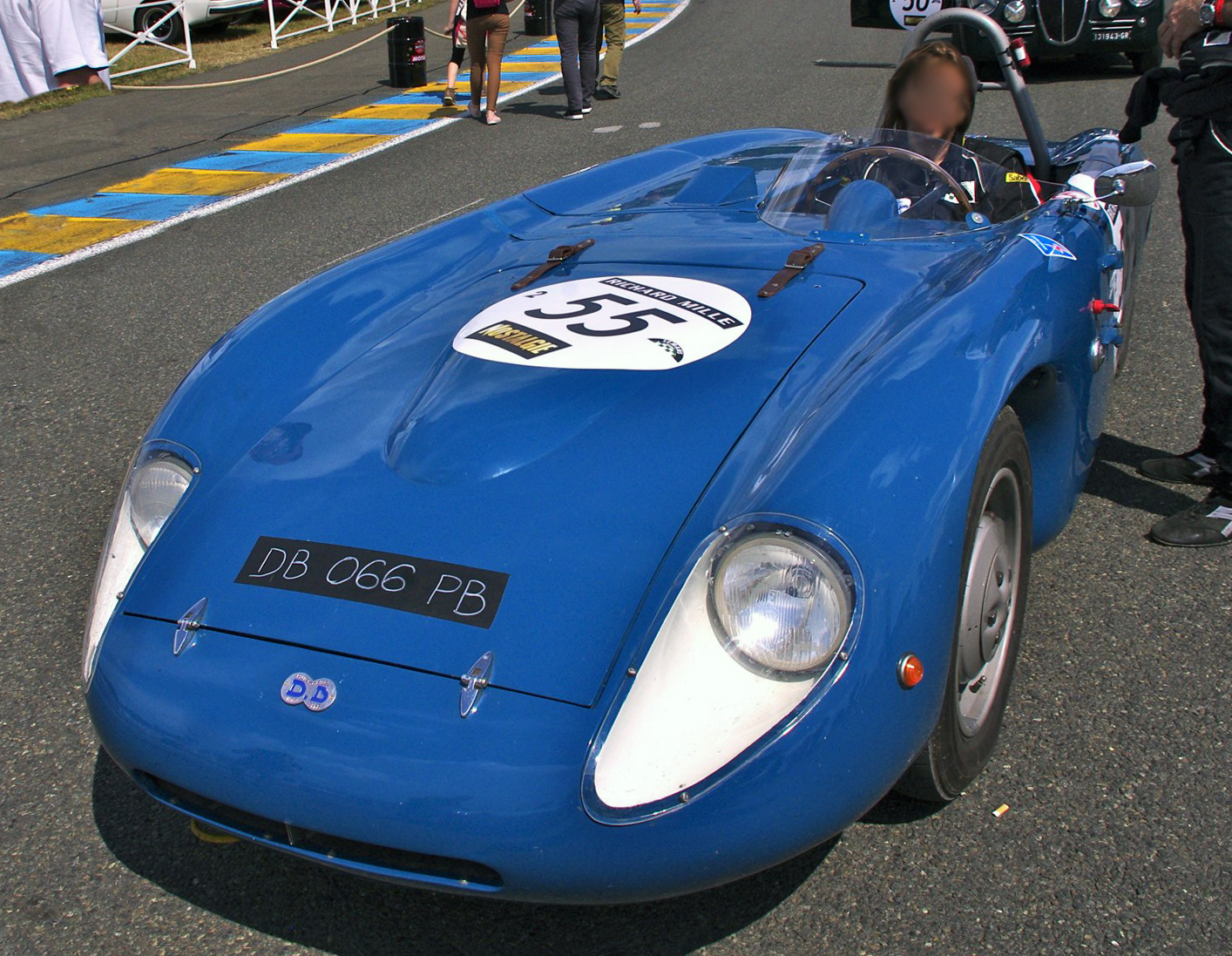
DB-Panhard 750 Barquette de Georges Trouis (1954).

- 1954, 1956, 1959, 1960 et 1961 (pilotes Bonnet, Bayol, Laureau, Armagnac, Cornet, Cotton et Bouharde);

Indice de rendement énergétique:

- 1959 et 1963 (pilotes Consten, Armagnac, Beltoise et Bobrowski).

### Victoire au Bol d'or automobile
- 1950 (pilote : Michel Aunaud).

### Victoire au Tour de France automobile
- 1952 (pilotes Marc Gignoux et madame, sur 0,75 L.)

### Autres victoires absolues notables
- 1953: Grand Prix de Roubaix (René Bonnet);
- 1953: courses de Nîmes (Penon et Dannenmuller);
- 1954: La Baule GT (Louis Cornet);
- 1955: Coppa Montjuich (Yvon Carlus);
- 1955: Circuit des remparts d'Angoulême (Yvon Carlus);
- 1956: Coupes de vitesse de Montlhéry 1 L. (François Biasuz);

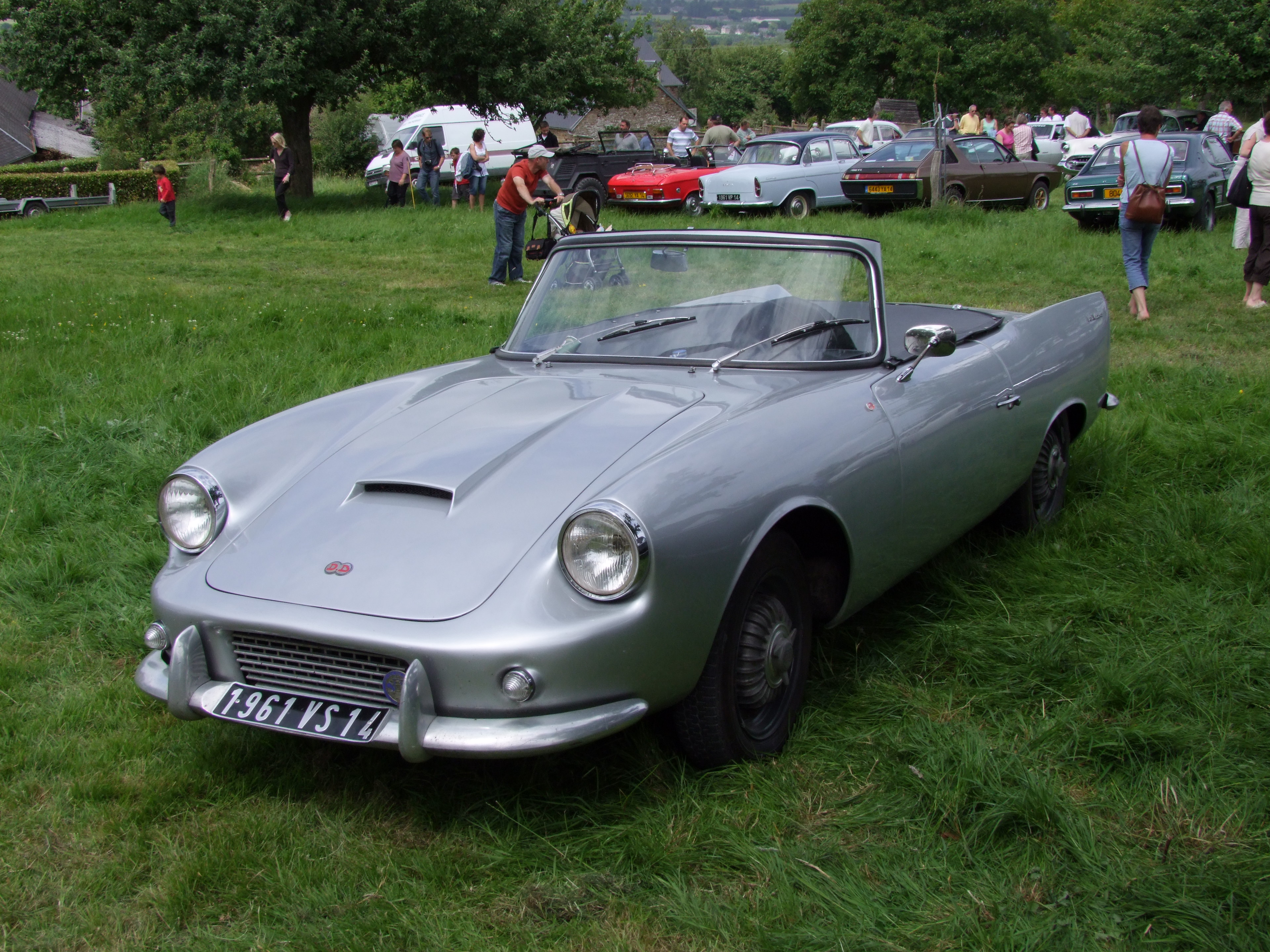
DB LE MANS

- DB LE MANS1959: SCCA National Cumberland (Ray Heppenstall);
- 1961: SCCA National Bridgehampton (Howard Hanna);
- 1962: SCCA National Daytona (Howard Hanna);
- 1962: SCCA National Lake Garnett (Howard Hanna);
- 1962: Trier (course GT 1,1 L. - Berthold Dorn);
- 1962: SCCA National Watkins Glen (Howard Hanna);
- 1962: Grand Prix de Puerto Rico (à Caguas - Howard Hanna);

## Participations en courses

### Courses au USA
- 12 Heures de Sebring 1956 (0,75 L.);
- 12 Heures de Sebring 1959;
- SCCA National Sports Car Championship classe H Production 1958 (Howard Hanna) et 1959 (Ray Heppensta);
- SCCA National Sports Car Championship classe F Production 1961 et 1962 (Howard Hanna).

Des images de la DB HBR Sport en course SCCA aux États-Unis sont visibles dans le film de 1954 Les Bolides de l'enfer

### Courses européennes
Durant plus de 10 ans, de 1954 à 1964, Gérard Laureau (de) est le principal représentant de DB en compétition sur le sol européen, remportant de nombreuses victoires de catégorie 750 cm3 (mais aussi 850 cm3 et 1 L ; près d'une vingtaine sur circuits européens, pour deux victoires absolues (*)), au Mans, à Paris, à Sebing, au Nürburgring... (souvent avec Armagnac, décédé lors des 1 000 kilomètres de Paris 1962):

- Targa Florio 1960;1 L.:

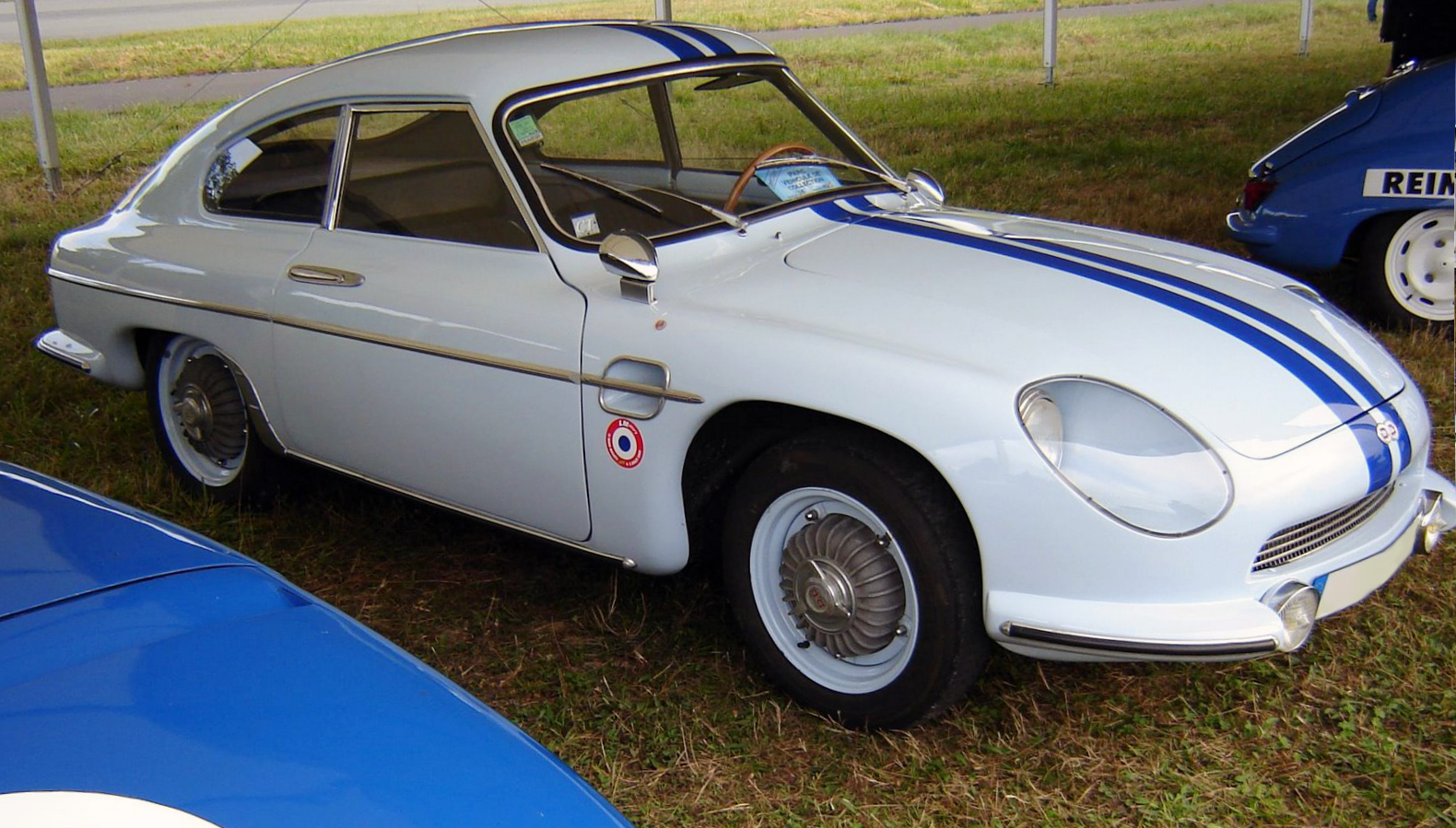
Une DB HBR5 de 1959.

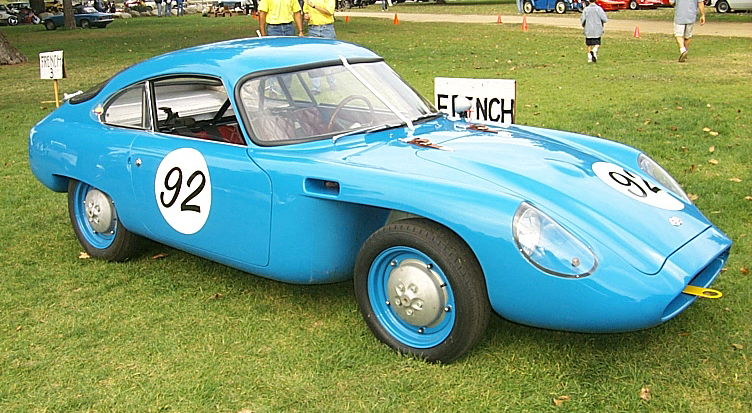
La DB Panhard ayant disputé les 12 Heures de Sebring en 1959.

- 3 Heures de Pau 1958 (*) (course réservée aux GT de classe 1 L.);
- Trophée d'Auvergne 1958 et 1960;
- Test du Mans 1960;
- Grand Prix de Rouen 1961;
- 1 000 kilomètres du Nürburgring 1962;
- Coupes de Paris (S 2L. et GT handicap) 1962 (*) (sur René Bonnet 1000);
- Targa Florio 1963;850 cm3:

- Test du Mans 1960;
- 24 Heures du Mans 1960;
- Grand Prix de Rhénanie 1961 (au Nürburgring);750 cm3:

- RAC Tourist Trophy 1954 et 1955;
- 1 000 kilomètres de Paris 1956;

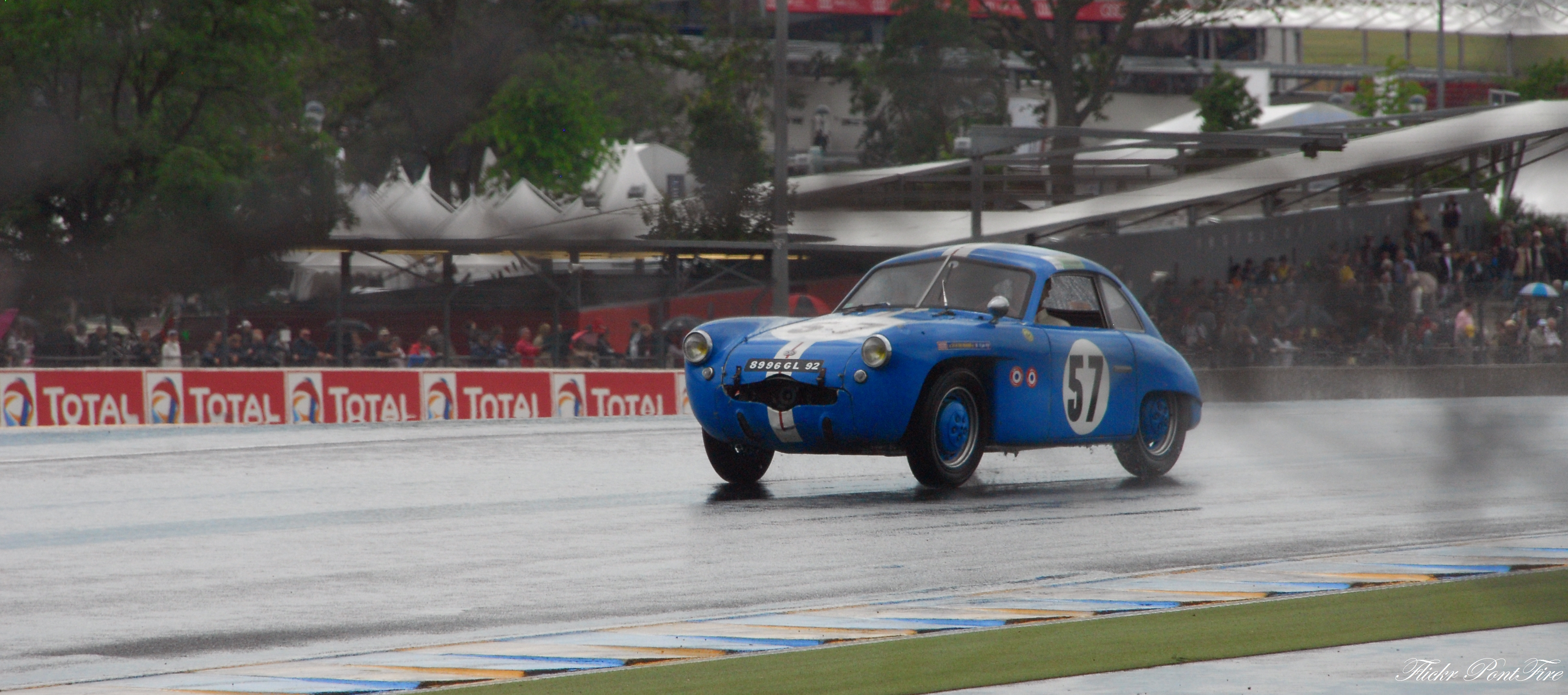
DB ANTEM

- DB ANTEM24 Heures du Mans 1956 (et 10e au classement général, sa meilleure place en 10 participations consécutives de 1955 à 1964);
- Indice de performance du Mans 1956, 1960 et 1961;
- 1 000 kilomètres du Nürburgring 1959;
- Trophée d'Auvergne 1959;

(N.B. : il est également 5e du Tour de Corse 1957, avec François Jaeger  -derrière des voitures de cylindrées plus élevées-, et la plupart de ses courses de fin de carrière s'effectuent avec Jean Vinatier… et surtout le débutant Jean-Pierre Beltoise. Laureau obtient en outre une surprenante deuxième place au Grand Prix des Sables-d’Olonne en 1956 sur… Jaguar XK120.)

(Autres victoires de classes par Paul Armagnac -8 participations consécutives au Mans, où ce pilote remporte l'indice de performance en 1956 et 1960, et l'indice de rendement énergétique en 1959)-:

- Trophée d'Auvergne 1960 (0,7 L.).

## Production

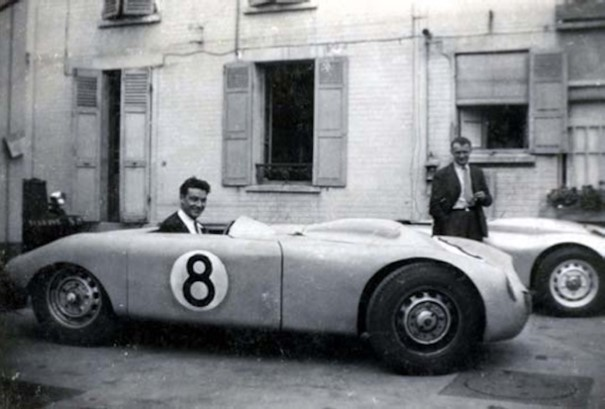
DB 4 du premier pilote indépendant DB

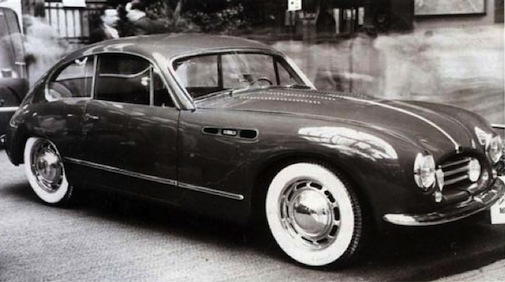
DB 8

Le nombre de DB construites n'est pas certain. Il y aurait eu jusqu'à 2 000 voitures produites.
- DB 1 (1938)
- DB 2 (1939)
- DB 5 Tank (1945)
- DB 4
- DB 6 (1947)
- DB 7 Barquette (1948)
- DB 8 (1949)
- DB Monomil
- DB Cabriolet carrossé par Antem (1950)

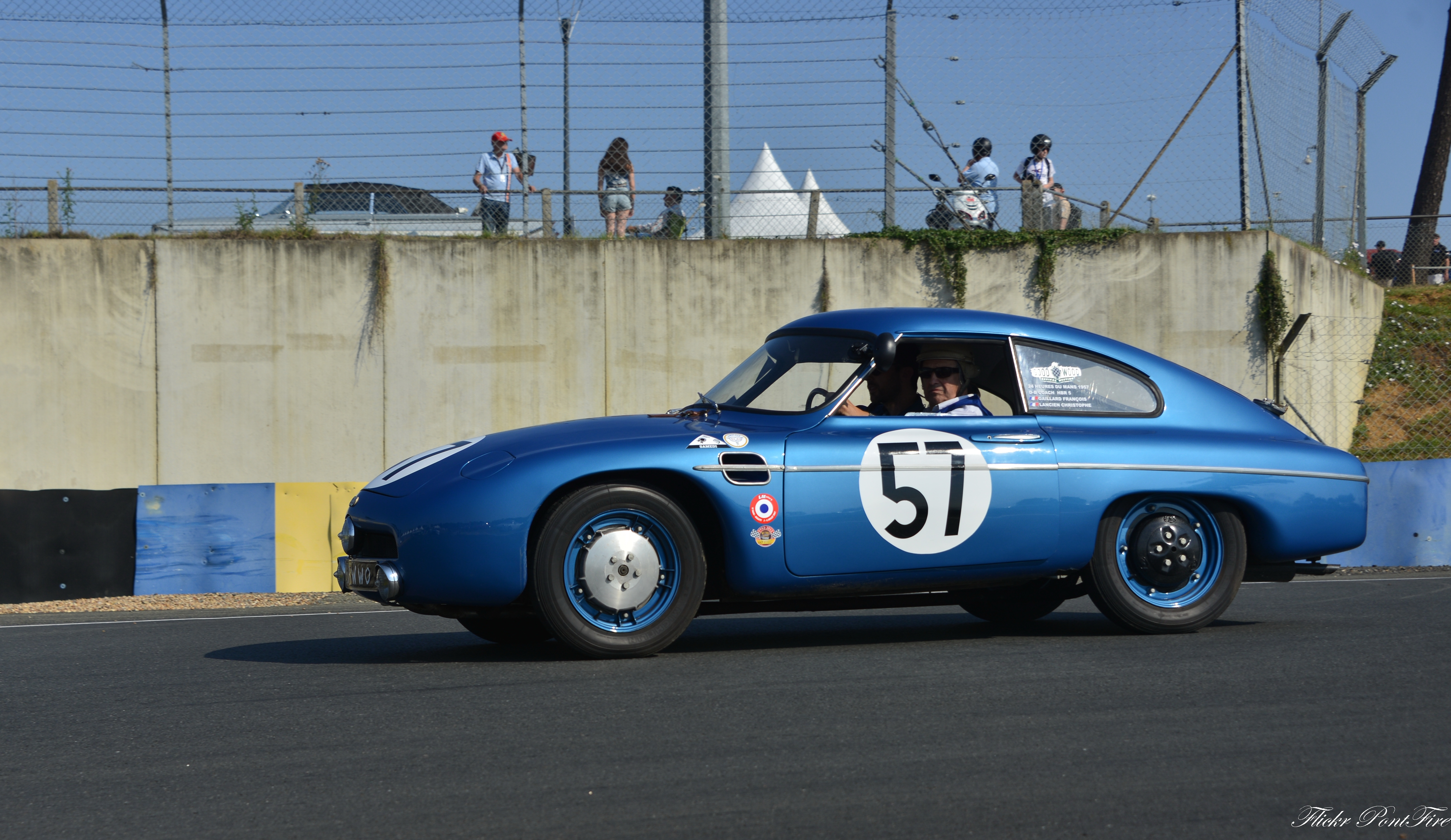
DB HBR5 1957

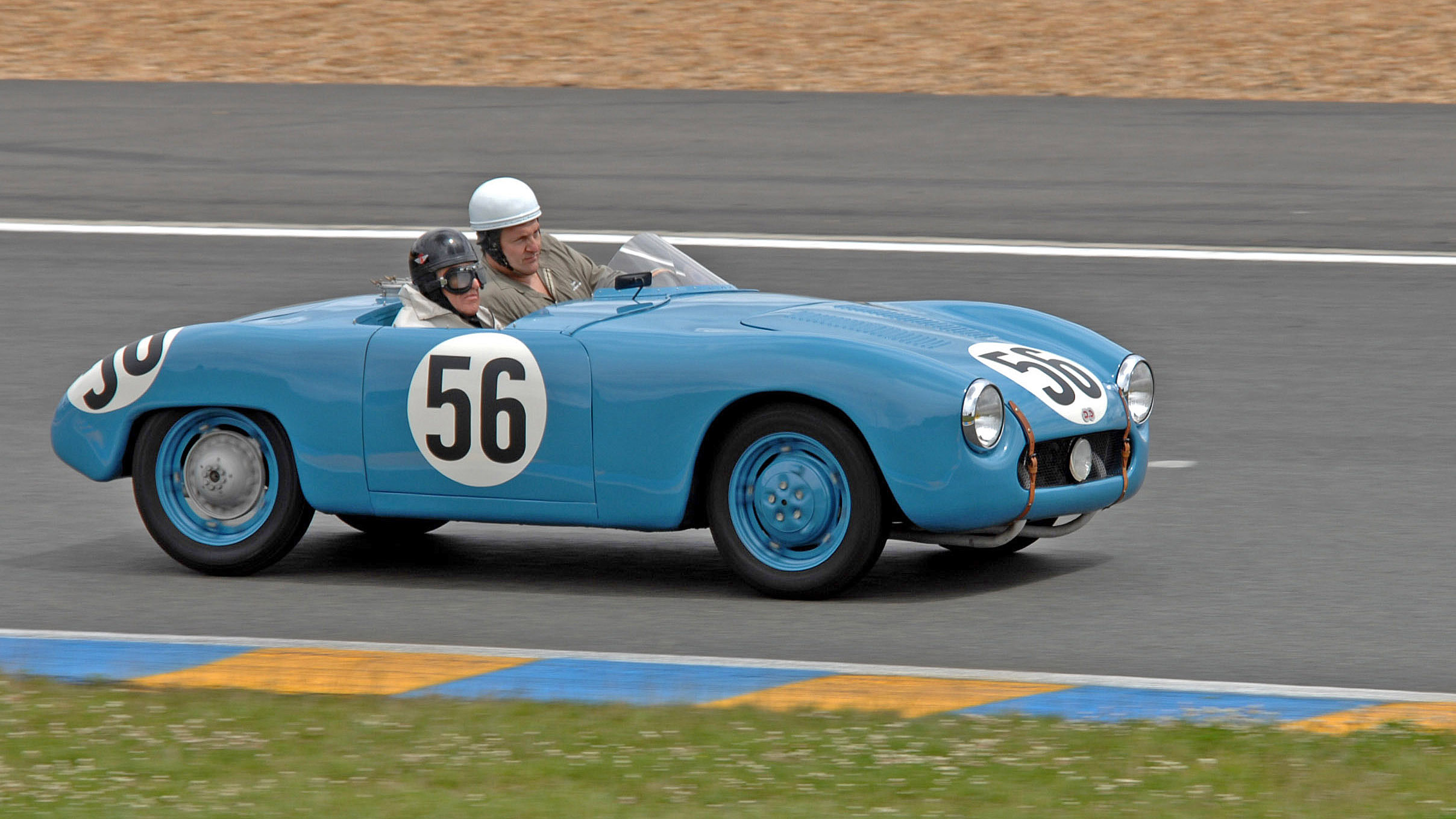
DB BARQUETTE

- DB Coach carrossé par Frua (1952)
- DB ZAGATO (1952)
- DB Formule 1 (1955)
- DB HBR4
- DB coach
- DB coach HBR 5
- DB HBR5 1957DB cabriolet Le Mans